# F1 2002 (jogo eletrônico)
F1 2002 é um jogo eletrônico de corrida baseado na Temporada de Fórmula 1 de 2002, foi desenvolvido pela Visual Sciences e pela Image Space Incorporated e publicado pela EA Sports. Foi lançado para
PlayStation 2, Windows, Xbox, GameCube e Game Boy Advance
.

## Equipes e pilotos
- Scuderia Ferrari Marlboro: Michael Schumacher e Rubens Barrichello;
- West McLaren Mercedes: David Coulthard e Kimi Räikkönen;
- BMW Williams F1 Team: Ralf Schumacher e Juan Pablo Montoya;
- Sauber Petronas: Nick Heidfeld e Felipe Massa;
- DHL Jordan Honda: Giancarlo Fisichella e Takuma Sato;
- Lucky Strike BAR Honda: Jacques Villeneuve e Olivier Panis;
- Mild Seven Renault F1 Team: Jarno Trulli e Jenson Button;
- Jaguar Racing: Eddie Irvine e Pedro de la Rosa;
- Orange Arrows Cosworth: Heinz-Harald Frentzen e Enrique Bernoldi;
- KL Minardi Asiatech: Alex Yoong e Mark Webber.
- Panasonic Toyota Racing: Mika Salo e Allan McNish;